# Breitgebänderter Staudenspanner

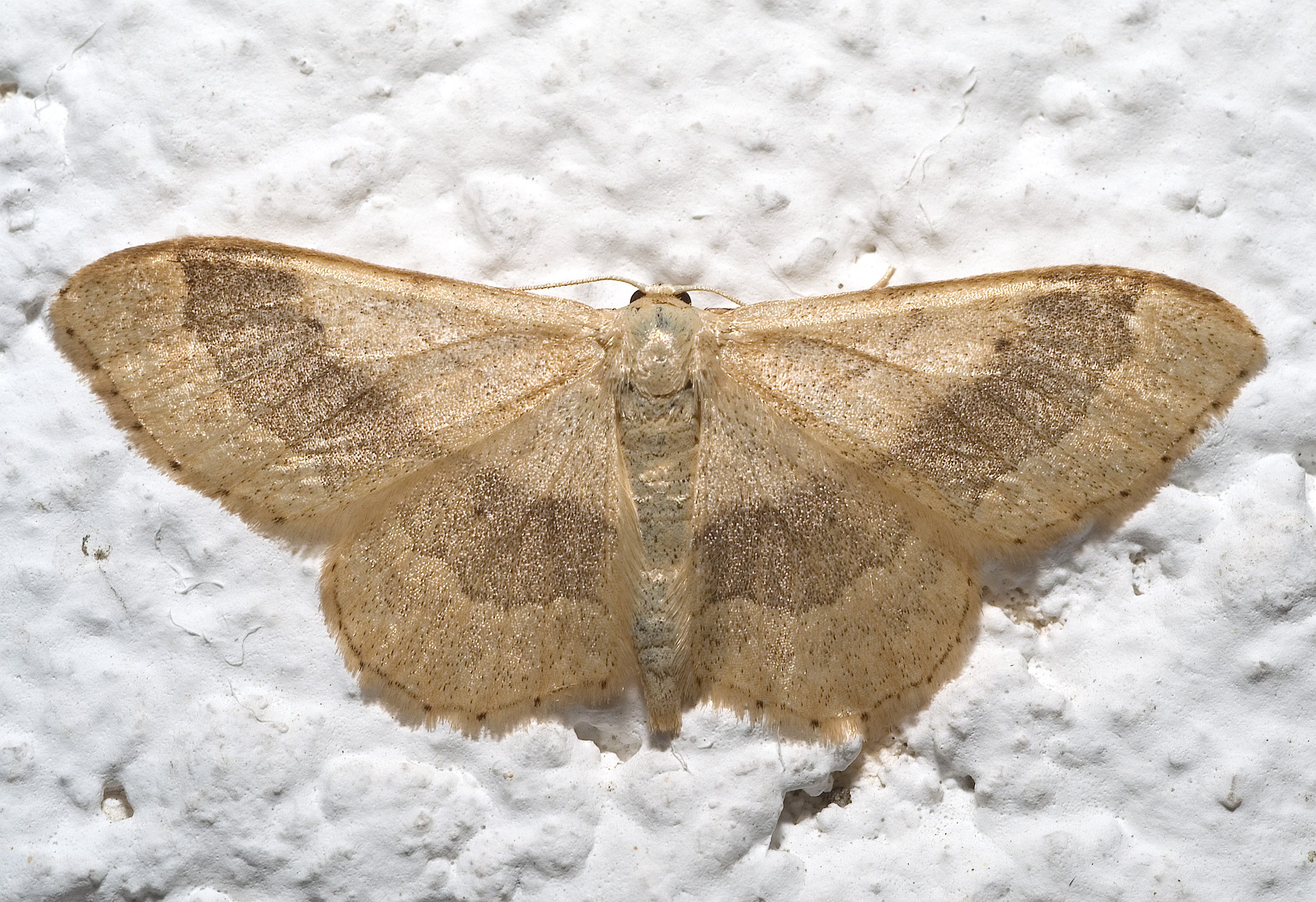
Breitgebänderter Staudenspanner

Der Breitgebänderte Staudenspanner (Idaea aversata), auch Laub-Kleinspanner oder Mausohr-Spanner genannt ist ein Schmetterling (Nachtfalter) aus der Familie der Spanner (Geometridae). Es handelt sich um eine in Mitteleuropa häufige und in Färbung und Zeichnung sehr variable Art mit zahlreichen Synonymen und formae.

## Merkmale
Die Falter erreichen eine Flügelspannweite von 23 bis 31 Millimetern. Die zweite Generation ist mit 20 mm Flügelspannweite meist deutlich kleiner. Die Flügel sind in der Grundfarbe weißlichgelb bis ockergelb gefärbt. Es kommen auch Exemplare mit einem orangeroten Ton in der Färbung vor, die die Tendenz zum Melanismus haben. Die Zeichnungselemente heben sich durch die dunkelbraune Färbung meist deutlich ab und sind scharf gezeichnet. Auf den Vorderflügeln sind drei, auf den Hinterflügeln zwei Querlinien vorhanden. Bei manchen Exemplare ist noch die Wellenlinie als dunkler Schatten erkennbar. Die äußere Querlinie biegt nahe dem Vorderrand meist mit einem deutlichen Winkel nach außen ab. Bei manchen Exemplaren ist der Bereich zwischen mittlerer und äußerer Querlinie dunkelbraun ausgefüllt. Da diese Form bei den verwandten Arten nicht vorkommt, sind solche Exemplare immer eindeutig als Idaea aversata zu erkennen. Die Diskalflecke sind klein und unscheinbar, sie können auch fehlen. Sie liegen auf den Vorderflügeln saumwärts der mittleren Querlinie, auf den Hinterflügeln wurzelwärts. Am Außenrand liegen kleine Saumpunkte, die stark ausgelängt und fast eine schmale Randlinie bilden können.
Das Ei ist oval mit schwachen Oberflächenstrukturen. Es ist zunächst gelblich-rötlich gefärbt, wird später etwas dunkler und bekommt rote Flecken. Kurz vor dem Schlüpfen der Eiraupen färbt es sich dunkelbraun mit hellen Flecken.
Die Raupe hat einen gedrungenen Körper, sein Durchmesser verringert sich zum Vorderende hin ein wenig. Sie ist meist graubraun mit starken Einschnürungen. Auf den vier mittleren Segmenten sind helle Rautenflecke entwickelt. Die Bauchseite ist meist heller gefärbt. Auffallend ist der verhältnismäßig kleine Kopf.
Die Puppe misst 8,5 bis 9,8 mm in der Länge und 2,8 bis 3,3 mm im Durchmesser. Sie ist braun gefärbt, jedoch nur wenig glänzend, die Flügelscheiden sind grünlich. Der zungenförmige Kremaster besitzt geschwungene Seiten. Das Ende ist von oben gesehen gerundet, von der Seite eher spitz zulaufend. Dorsal verläuft an seiner Basis eine Querrinne. Die vier Paar hakenförmigen Borsten sind alle in etwa gleich lang und deutlich kürzer als der Kremaster selber.

### Ähnliche Arten
- Idaea rubraria (Staudinger, 1901)
- Idaea straminata (Borkhausen, 1794)
- Idaea degeneraria (Hübner, 1799)
- Idaea deversaria (Herrich-Schäffer, 1847)

## Geographisches Vorkommen
Der Breitgebänderte Staudenspanner hat ein großes Verbreitungsgebiet, das fast ganz Europa bis zum Ural umfasst. Lediglich auf der Iberischen Halbinsel sind die Vorkommen fleckenhaft isoliert. Auch auf der Balkanhalbinsel gibt es einige Gebiete, in der die Art bisher nicht nachgewiesen ist. Die Nordgrenze verläuft in Fennoskandien in Nordschweden und Nordfinnland. Ausgenommen sind auch die nördlichsten Teile Russlands und einige Gebiete Russlands nordwestlich des Kaspischen Meeres. In Nordafrika (Ostalgerien und Tunesien) gibt es ein kleineres Vorkommen, das allerdings einer separaten Unterart angehört (Idaea aversata indeviata Prout, 1935). Außerhalb Europas zieht sich das Verbreitungsgebiet über fleckenhafte Vorkommen in der Nordtürkei bis zum Kaukasus, von dort weiter über Zentralasien, Sibirien und Nordostchina bis nach Japan. Die Vorkommen in Japan werden jedoch als eigene Unterart betrachtet (Idaea aversata japonica Inoue, 1955). Bemerkenswert ist ein kleines, isoliertes Vorkommen in der Südtürkei.
In Mitteleuropa kommt die Art von Seehöhe bis 1500 m Höhe vor, in Südeuropa bis 1700 m und in der Türkei und den Zentralasiatischen Gebirgen bis 2200 m Höhe.
Zum Lebensraum des Breitgebänderten Staudenspanners zählen Laub- und Mischwälder, Waldränder, Heckenreihen, Gärten und Parks, überall dort, wo Falllaub nicht entfernt wird. Er ist fast überall recht häufig.

## Phänologie und Lebensweise
Idaea aversata bildet je nach Standort eine bis drei Generationen pro Jahr aus. In Nordeuropa und in den Gebirgslagen Mitteleuropas (etwa über 600 m) wird nur eine Generation gebildet, deren Falter von Juni bis August fliegen. In Südeuropa und in günstigen bzw. tieferen Lagen Mitteleuropas werden in der Regel zwei sich überlappende Generationen gebildet, deren Falter von Mai bis September fliegen. In Ausnahmefällen und unter besonders günstigen Umständen kann sich noch eine partielle dritte Generation entwickeln, deren Falter bis Ende Oktober fliegen. Die Falter ruhen tagsüber in der Vegetation oder sitzen an Bäumen und Mauern. Sie sind nachtaktiv und fliegen künstliche Lichtquellen an. Sie saugen Nektar an den Blüten von Gräsern z. B. Gewöhnliche Sumpfbinse (Eleocharis palustris) und an Sommerflieder (Buddleja) und kommen auch zum Köder. Aus den Pheromonbestandteilen wurden verschiedene Acetate von Alkenen isoliert.
Die Raupen leben polyphag an vertrockneten Blättern von Pflanzen der Krautschicht und Laubhölzern, unter anderem an Heidelbeere (Vaccinium myrtillus), Besenheide (Calluna vulgaris), Erlen (Alnus), Einjährigem Rispengras (Poa annua), Gewöhnlichem Löwenzahn (Taraxacum officinale), Wegerichen (Plantago), Wachtelweizen (Melampyrum), Waldreben (Clematis), Ginster (Genista), Besenginster (Cytisus scoparius), Gewöhnlicher Vogelmiere (Stellaria media), Labkräutern (Galium), Vergissmeinnicht (Myosotis), Primeln (Primula), Haseln (Corylus), Echter Nelkenwurz (Geum urbanum), Bach-Nelkenwurz (Geum rivale), Poterium, Johannisbeeren (Ribes), Vogelknöterichen (Polygonum aviculare) und Ampfer (Rumex). In der Zucht wurden auch Blütenkätzchen von Echter Trauerweide (Salix babylonica), sowie Wiesensalbei (Salvia pratensis), Tataren-Heckenkirsche (Lonicera tatarica), Weißdornen (Crataegus), Schlehdorn (Prunus spinosa), Birken (Betula) und Marien-Glockenblumen (Campanula medium) gefressen. Die Raupenentwicklung verläuft stark asynchron. Die Raupe überwintert.

## Systematik

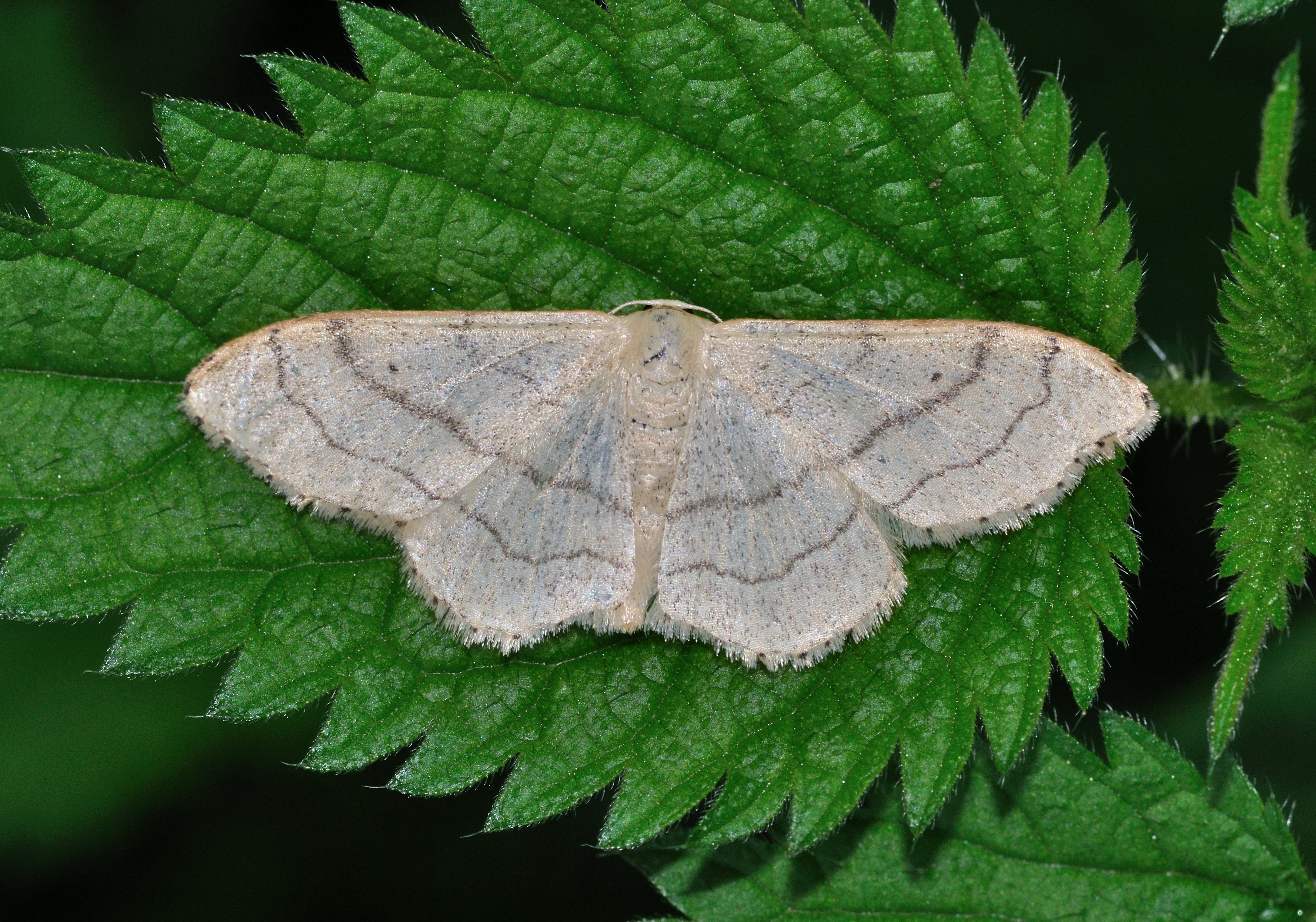
Die sehr häufige forma remutata

Die Art wurde im Jahre 1758 von Carl von Linné unter dem Namen Phalaena Geometra aversata erstmals wissenschaftlich beschrieben. Aufgrund der hohen Variabilität in der Grundfarbe und der Zeichnung wurde die Art noch unter weiteren acht Namen beschrieben. Außerdem wurden zahlreiche formae für die verschiedenen Zeichnungstypen aufgestellt. Derzeit werden drei Unterarten unterschieden: die nominotypische Unterart Idaea aversata aversata (Linné, 1758), Idaea aversata indeviata (Prout, 1929) aus Nordafrika und Idaea aversata japonica (Inoue, 1955) aus Japan. Die früher ebenfalls als Unterart aufgefasste Population griseocorsa Schawerda, 1929 von Korsika wurde von Axel Hausmann wieder mit der nominotypischen Unterart vereinigt.

## Gefährdung
Der Breitgebänderte Staudenspanner ist in Deutschland nicht gefährdet. Er gehört derzeit zu den häufigsten Arten der Gattung Idaea.